# Ben Rothwell
Ben Rothwell (Kenosha, 17 de outubro de 1981) é um lutador profissional de artes marciais mistas (MMA). Ele está lutando atualmente para o Ultimate Fighting Championship.Ele luta na categoria peso-pesado, Ben é considerado um dos top 15 em sua divisão, e já venceu nomes como Alistair Overeem (performance da noite), Brendan Schaub (nocaute da noite) e Matt Mitrione. 

## Cartel do MMA
| Cartel no MMA       |             |             |
| 53 lutas            | 39 vitórias | 14 derrotas |
| Por nocaute         | 21          | 5           |
| Por finalização     | 14          | 2           |
| Por decisão         | 4           | 7           |
| Por desqualificação | 0           | 0           |
| Empates             | 0           | 0           |
| No contest          | 0           | 0           |

| Res.    | Cartel | Oponente               | Método                                      | Evento                                   | Data       | Round | Tempo | Local                       | Notas                 |
| ------- | ------ | ---------------------- | ------------------------------------------- | ---------------------------------------- | ---------- | ----- | ----- | --------------------------- | --------------------- |
| Derrota | 39-14  | Marcos Rogério de Lima | Nocaute Técnico (socos)                     | UFC Fight Night: Holloway vs. Rodriguez  | 13/11/2021 | 1     | 0:32  | Las Vegas, Nevada           |                       |
| Vitória | 39-13  | Chris Barnett          | Finalização (guilhotina)                    | UFC Fight Night: Font vs. Garbrandt      | 22/05/2021 | 2     | 2:07  | Las Vegas, Nevada           |                       |
| Derrota | 38-13  | Marcin Tybura          | Decisão (unânime)                           | UFC Fight Night: Moraes vs. Sandhagen    | 10/10/2020 | 3     | 5:00  | Abu Dhabi                   |                       |
| Vitória | 38-12  | Ovince St. Preux       | Decisão (dividida)                          | UFC Fight Night: Smith vs. Teixeira      | 13/05/2020 | 3     | 5:00  | Jacksonville, Flórida       |                       |
| Vitória | 37-12  | Stefan Struve          | Nocaute técnico (socos)                     | UFC on ESPN: Overeem vs. Rozenstruik     | 07/12/2019 | 2     | 4:57  | Washington D.C              |                       |
| Derrota | 36-12  | Andrei Arlovski        | Decisão (unânime)                           | UFC on ESPN: dos Anjos vs. Edwards       | 20/07/2019 | 3     | 5:00  | San Antonio, Texas          |                       |
| Derrota | 36-11  | Blagoy Ivanov          | Decisão (unânime)                           | UFC Fight Night: Lewis vs. dos Santos    | 09/03/2019 | 3     | 5:00  | Wichita, Kansas             |                       |
| Derrota | 36-10  | Junior dos Santos      | Decisão (unânime)                           | UFC Fight Night: Rothwell vs. dos Santos | 10/04/2016 | 5     | 5:00  | Zagreb                      |                       |
| Vitória | 36-9   | Josh Barnett           | Finalização (guilhotina)                    | UFC on Fox: Johnson vs. Bader            | 30/01/2016 | 2     | 3:48  | Newark, New Jersey          |                       |
| Vitória | 35-9   | Matt Mitrione          | Finalização (guilhotina)                    | UFC Fight Night: Boetsch vs. Henderson   | 06/06/2015 | 1     | 1:54  | New Orleans, Louisiana      |                       |
| Vitória | 34-9   | Alistair Overeem       | Nocaute Técnico (socos)                     | UFC Fight Night: Jacaré vs. Mousasi II   | 05/09/2014 | 1     | 2:19  | Ledyard, Connecticut        | Performance da Noite. |
| Vitória | 33-9   | Brandon Vera           | Nocaute Técnico (socos)                     | UFC 164: Henderson vs. Pettis II         | 31/08/2013 | 3     | 1:54  | Milwaukee, Wisconsin        |                       |
| Derrota | 32-9   | Gabriel Gonzaga        | Finalização (guilhotina)                    | UFC on FX: Belfort vs. Bisping           | 19/01/2013 | 2     | 1:01  | São Paulo                   |                       |
| Vitória | 32-8   | Brendan Schaub         | Nocaute (soco)                              | UFC 145: Jones vs. Evans                 | 21/04/2012 | 1     | 1:10  | Atlanta, Georgia            | Nocaute da Noite.     |
| Derrota | 31-8   | Mark Hunt              | Decisão (unânime)                           | UFC 135: Jones vs. Rampage               | 24/09/2011 | 3     | 5:00  | Denver, Colorado            |                       |
| Vitória | 31-7   | Gilbert Yvel           | Decisão (unânime)                           | UFC 115: Liddell vs. Franklin            | 12/06/2010 | 3     | 5:00  | Vancouver, British Columbia |                       |
| Derrota | 30–7   | Cain Velasquez         | Nocaute Técnico (socos)                     | UFC 104: Machida vs. Shogun              | 24/10/2009 | 2     | 0:58  | Los Angeles, Califórnia     | Estréia no UFC.       |
| Vitória | 30–6   | Chris Guillen          | Finalização (cotoveladas)                   | Adrenaline MMA 2: Miletich vs. Denny     | 11/12/2008 | 1     | 3:30  | Moline, Illinois            |                       |
| Derrota | 29–6   | Andrei Arlovski        | Nocaute (socos)                             | Affliction: Banned                       | 19/07/2008 | 3     | 1:13  | Anaheim, California         |                       |
| Vitória | 29–5   | Ricco Rodriguez        | Decisão (unânime)                           | IFL – 2007 Team Championship Final       | 20/09/2007 | 3     | 4:00  | Hollywood, Florida          |                       |
| Vitória | 28–5   | Krzysztof Soszynski    | Nocaute Técnico (socos)                     | IFL – 2007 Semifinals                    | 02/08/2007 | 1     | 0:13  | East Rutherford, New Jersey |                       |
| Vitória | 27–5   | Travis Fulton          | Finlização (kimura)                         | IFL – Chicago                            | 19/05/2007 | 2     | 3:11  | Chicago, Illinois           |                       |
| Vitória | 26–5   | Roy Nelson             | Decisão (dividida)                          | IFL – Moline                             | 07/04/2007 | 3     | 4:00  | Moline, Illinois            |                       |
| Vitória | 25–5   | Matt Thompson          | Nocaute Técnico (socos)                     | IFL – Houston                            | 02/02/2007 | 2     | 1:47  | Houston, Texas              |                       |
| Vitória | 24–5   | Devin Cole             | Nocaute (chute na cabeça)                   | IFL – Championship Final                 | 29/09/2006 | 1     | 3:16  | Uncasville, Connecticut     |                       |
| Vitória | 23–5   | Wojtek Kaszowski       | Finalização (keylock)                       | IFL – World Championship Semifinals      | 02/11/2006 | 1     | 3:14  | Portland, Oregon            |                       |
| Vitória | 22–5   | Bryan Vetell           | Nocaute (soco)                              | IFL – Gracie vs. Miletich                | 23/09/2006 | 1     | 3:17  | Moline, Illinois            |                       |
| Vitória | 21–5   | Krzysztof Soszynski    | Nocaute Técnico (socos)                     | IFL – Legends Championship 2006          | 29/04/2006 | 1     | 3:59  | Atlantic City, New Jersey   |                       |
| Vitória | 20–5   | Dan Bobish             | Nocaute (joelhada)                          | GFC – Team Gracie vs Team Hammer House   | 03/03/2006 | 1     | 4:20  | Columbus, Ohio              |                       |
| Vitória | 19–5   | Joey Smith             | Finalização (golpes)                        | ISCF – Gladiators X                      | 24/02/2006 | 1     | N/A   | Milwaukee, Wisconsin        |                       |
| Vitória | 18–5   | Don Richard            | Nocaute Técnico (socos)                     | KOTC – Conquest                          | 03/12/2005 | 1     | 3:32  | Calgary, Alberta            |                       |
| Vitória | 17–5   | Allan Weickert         | Nocaute Técnico (socos)                     | GFS – Fight Nite in the Flats            | 17/09/2005 | 1     | 3:45  | Cleveland, Ohio             |                       |
| Derrota | 16–5   | Dan Christison         | Finalização (kimura)                        | Euphoria – USA vs World                  | 26/02/2005 | 3     | 0:57  | Atlantic City, New Jersey   |                       |
| Vitória | 16–4   | Jonathan Wiezorek      | Nocaute Técnico (socos)                     | Euphoria – Road to the Titles            | 15/10/2004 | 1     | 1:09  | Atlantic City, New Jersey   |                       |
| Vitória | 15–4   | Matt Bear              | Finalização (socos)                         | UT – Ultimate Throwdown                  | 16/07/2004 | N/A   | N/A   | Des Moines, Iowa            |                       |
| Derrota | 14–4   | Carlão Barreto         | Nocaute (chute na cabeça)                   | Heat FC 1 – Genesis                      | 31/07/2003 | N/A   | N/A   | Natal                       |                       |
| Vitória | 14–3   | Royce Louck            | Nocaute Técnico (corte)                     | FCC 11 – Freestyle Combat Challenge 11   | 28/06/2003 | 1     | N/A   | Racine, Wisconsin           |                       |
| Derrota | 13–3   | Ibragim Magomedov      | Nocaute Técnico (desistência)               | M-1 MFC – Russia vs the World 4          | 15/11/2002 | 1     | 10:00 | São Petersburgo             |                       |
| Vitória | 13–2   | Travis Fulton          | Finalização (lesão)                         | FCC 8 – Freestyle Combat Challenge 8     | 04/10/2002 | N/A   | N/A   | Racine, Wisconsin           |                       |
| Vitória | 12–2   | Johnathan Ivey         | Nocaute Técnico (corte)                     | USMMA 2 – Ring of Fury                   | 21/09/2002 | 1     | 1:14  | Lowell, Massachusetts       |                       |
| Derrota | 11–2   | Mike Whitehead         | Decisão (unânime)                           | SB 24 – Return of the Heavyweights 2     | 27/04/2002 | 2     | 5:00  | Honolulu, Hawaii            |                       |
| Vitória | 11–1   | Kerry Schall           | Nocaute Técnico (lesão no pescoço)          | SB 24 – Return of the Heavyweights 2     | 27/04/2002 | 2     | 2:10  | Honolulu, Hawaii            |                       |
| Vitória | 10–1   | Curtis Crawford        | Finalização (estrangulamento com antebraço) | SB 24 – Return of the Heavyweights 1     | 26/04/2002 | 1     | 1:03  | Honolulu, Hawaii            |                       |
| Vitória | 9–1    | Mike Preist            | Finalização (lesão)                         | FCC 7 – Freestyle Combat Challenge 7     | 23/03/2002 | 1     | N/A   | Racine, Wisconsin           |                       |
| Vitória | 8–1    | Mike Radnov            | Nocaute Técnico (Corte)                     | EC 46 – Extreme Challenge 46             | 16/02/2002 | 1     | 5:54  | Clive, Iowa                 |                       |
| Vitória | 7–1    | Kerry Schall           | Finalização (lesão)                         | EC 46 – Extreme Challenge 46             | 16/02/2002 | 1     | 7:29  | Clive, Iowa                 |                       |
| Vitória | 6–1    | Mike Marshalleck       | Nocaute Técnico                             | FCC 6 – Freestyle Combat Challenge 6     | 05/01/2002 | 1     | 0:38  | Racine, Wisconsin           |                       |
| Vitória | 5–1    | Steve Hutson           | Finalização (triângulo de braço)            | SC 8 – Fight Night                       | 10/11/2001 | 1     | 3:35  | La Salle, Illinois          |                       |
| Derrota | 4–1    | Tim Sylvia             | Decisão (unânime)                           | EC 42 – Extreme Challenge 42             | 24/08/2001 | 3     | 5:00  | Davenport, Iowa             |                       |
| Vitória | 4–0    | Bill Billington        | Finalização (joelhadas)                     | IC 2 – Iowa Challenge 2                  | 11/08/2001 | 1     | 1:07  | Cedar Rapids, Iowa          |                       |
| Vitória | 3–0    | Darren Block           | Nocaute (soco)                              | Dangerzone – Auburn                      | 28/04/2001 | 1     | 0:16  | Auburn, Indiana             |                       |
| Vitória | 2–0    | Anthony Ferguson       | Nocaute Técnico (interrupção do árbitro)    | Dangerzone – Auburn                      | 28/04/2001 | 1     | 1:00  | Auburn, Indiana             |                       |
| Vitória | 1–0    | Rob Shinkle            | Nocaute Técnico (interrupção do córner)     | FCC 3 – Freestyle Combat Challenge 3     | 06/01/2001 | 1     | 0:21  | Racine, Wisconsin           |                       |